# 尼科波利斯 (西里西亚)
尼科波利斯（意为「胜利之城」）是古代西里西亚东部的一座内陆城镇，在希臘化時代、羅馬帝國以及拜占庭帝国时期为聚居地。其地处伊蘇斯戰役古战场附近，被数不尽的古代作家提及。
其遗迹位于土耳其安纳托利亚的伊斯拉希耶附近。